# Anthony Bardaro
Anthony Robert Bardaro (Delta, 18 settembre 1992) è un hockeista su ghiaccio canadese naturalizzato italiano, milita come attaccante negli Orlando Solar Bears, squadra della ECHL.

## Biografia
È nativo di Delta, città della Columbia Britannica, la cui famiglia ha origini italiane.

## Carriera

### Giovanili
Bardaro mosse le prime pattinate nei campionati junior canadesi nei Greater Vancouver Canadians nella BCEHL U18, per poi passare nel 2008 nella WHL, una delle leghe giovanili più importanti del mondo. Nella WHL militò dal 2008 al 2013 (inframezzata da una parentesi con i Surrey Eagles nel 2008-09 nella BCHL): prima con gli Spokane Chiefs, poi con i Prince Albert Raiders. In totale fece registrare 190 punti, di cui 92 reti e 105 assist, in 300 partite.
Terminata quest’esperienza approdò nella lega universitaria canadese CIS con l’Università della Columbia Britannica. Quattro stagioni che lo videro crescere nel rendimento, fino a risultare il miglior marcatore della squadra nel 2017. Nel torneo giovanile Bardaro totalizzò 108 punti (39 reti e 69 assist) in 117 partite.

### Club
Bardaro, per la sua prima esperienza da professionista, giunse in Italia nel 2017 chiamato dall'Asiago Hockey.  Si mise immediatamente in luce con gli stellati, con i quali, nella stagione 2017-18, risultò il giocatore più prolifico, vinse la classifica di Top Scorer nei Play-off e fu nominato MVP del torneo, oltre che aggiudicarsi il titolo di Alps Hockey League.
Nonostante un contratto che lo legava ai giallorossi sino al 2020 nella primavera del 2019 siglò un accordo con l'HC Bolzano, militante nella EBEL, che già manifestò l'interesse nell'acquisire le sue prestazioni l'anno precedente. Con gli altoatesini disputò una stagione convincente, culminata con il titolo di top scorer della squadra, che gli valse, nell'agosto 2020, il rinnovo del contratto.
Nel giugno 2021 si accordò con l'HC Val Pusteria, club neoiscritto alla ICE Hockey League.
Dopo una brillante stagione, culminata con il raggiungimento dei playoff, firmò il rinnovo contrattuale con i Lupi pusteresi.
L'annata seguente non fu altrettanto positiva, con il Val Pusteria che rimase esclusa dai playoff e Bardaro che non riuscì a riconfermare i numeri della stagione precedente, venendo così lasciato libero dal club. Il 30 giugno 2023, dopo sei anni trascorsi in Italia, firmò un contratto annuale con i Ducs d'Angers, squadra della Ligue Magnus.

### Nazionale
In possesso del passaporto italiano e maturate due stagioni consecutive in una squadra di club italiana, necessarie per vestire la maglia azzurra, Bardaro il 7 novembre 2018 esordì con il Blue Team all'Euro Ice Hockey Challenge di Budapest siglando la sua prima rete nel match inaugurale vinto 5-2 contro la Corea del Sud.
L'anno successivo prese parte ai Mondiali Élite in Slovacchia, nei quali la Nazionale italiana chiuse la rassegna iridata con un'insperata salvezza nell'ultima sfida ai rigori contro l'Austria. Bardaro si distinse per aver realizzato la rete del momentaneo 1-0, che fu anche la sua prima della competizione.
Nel maggio 2021 partecipò ai Mondiali di Top Division in Lettonia. L'agosto seguente, a causa di un infortunio, dovette rinunciare al torneo di qualificazione olimpica di Riga.

## Palmarès

### Club
- Alps Hockey League: 1

Asiago: 2017-2018

### Individuale
- CIS (West) Second All-Star Team: 1

2016-2017
- Maggior numero di reti della Alps Hockey League: 1

2017-2018 (31 reti)
- Maggior numero di assist nei playoff della Alps Hockey League: 1

2017-2018 (17 assist)
- Capocannoniere nei playoff della Alps Hockey League: 1

2017-2018 (23 punti)
- Miglior Plus/Minus nei playoff della Alps Hockey League: 1

2017-2018 (+14)
- MVP della Alps Hockey League: 1

2017-2018
- Capocannoniere della Serie A: 1

2018-2019 (5 punti)
- Maggior numero di reti della Serie A: 1

2018-2019 (3 reti)